# Красимир Георгиев (футболист)
Красимир Александров Георгиев е български футболист, нападател, състезател на ФК Сливнишки герой (Сливница).

## Кариера
Започва своята кариера като дете в столичния Локомотив 101, а по-късно е взет в школата на Литекс (Ловеч). През 2005 година подписва договор с отбора, но е преотстъпен в тима на Видима-Раковски (Севлиево). След едногодишен престой е преотстъпен на Спартак (Плевен), за който играе от 2006 до 2007 година.
От 2007 до 2009 година играе за ПФК Локомотив (Мездра) в „А“ ФГ.
След изтичането на договора ме с Литекс преминава в тима на Вихрен (Сандански), по-късно играе в продължение на година за ПФК Спортист (Своге), в „Б“ ФГ.
От 2012 година играе за аматьорски отбори в Австрия и Германия.
През август 2014 година подписва с тима от Сливница ФК Сливнишки герой.